# یحیی شمس ملک‌آرا
یحیی شمس ملک‌آرا مشهور به لسان‌الحکما (۱۲۵۳–۱۳۲۴ خورشیدی) چشم‌پزشک و سیاستمدار ایرانی بود.

## زندگی‌نامه
یحیی شمس ملک‌آرا ملقب به لسان الحکما در سال ۱۲۵۳ هجری خورشیدی در همدان زاده شد. پدرش عبدالحسین‌میرزا شمس‌الشعرا از فرزندان محمدقلی‌میرزا ملک‌آرا، فرزند دوم فتحعلی‌شاه قاجار و جزو زمین‌داران بزرگ همدان به‌شمار می‌رفت. برادر او شهاب‌الدوله (نماینده دوره اول و دوم مجلس) بود که به وزارت پست و تلگراف و بعد وزارت علوم رسید.
یحیی در آغاز به نقاشی علاقه پیدا کرد اما در این زمینه موفقیتی کسب نکرد. در سال ۱۲۶۵ وارد مدرسه دارالفنون شد و پس از طی مراحل ابتدایی به فراگیری علم طب روی آورد. پس از رفتن آلبو از ایران به شاگردی بازیل درآمد و مدرک دیپلم طبابت را از او دریافت کرد. پس از ورود راتول به ایران در سال ۱۲۷۳ یحیی میرزا توانست نزد وی چشم‌پزشکی بیاموزد. از هم‌شاگردی‌های وی می‌توان به اسماعیل‌خان امین‌الملک، علی‌رضا مهذب‌السلطنه، زین‌العابدین، محمودخان شیمی و میرزا علی‌خان ناصرالحکما اشاره کرد.
بعدها یحیی شمس شهرت زیادی یافت و توانست به ضیافت‌های ناهار هفتگی پزشکان که در دربار ناصرالدین‌شاه برگزار می‌شد وارد شود. در همین جلسه‌ها بود که از ناصرالدین‌شاه لقب لسان‌الحکما گرفت.
او در ۱۲۷۶ خورشیدی ایران را به مقصد فرانسه ترک کرد و در کلینیک بیمارستان مخصوص اگزاویه گالزفسکی (Xavier Galezowski) مشغول به فراگیری تخصص خود شد. از سال ۱۲۷۸ تا ۱۲۸۰ رئیس این کلینیک بود. پس از دریافت تخصص در چشم‌پزشکی در سال ۱۲۸۱ به ایران بازگشت.
در زمان مظفرالدین شاه پیشنهاد تأسیس اداره ای برای تولید مایه (واکسن) آبله در ایران داد و مظفرالدین شاه موافقت کرد و مبلغی هم تعیین شد اما آن مبلغ صرف هزینه‌های دیگری شد و این طرح به اجرا درنیامد.
او بعدها به ریاست بخش چشم‌پزشکی بیمارستان دولتی (سینای کنونی) منصوب شد. بعدها به ریاست بیمارستان وزیری رسید. او در کنار سایر کارهای خود به مدت ۲۵ سال ریاست دارالفنون را نیز به عهده داشت.
با وقوع انقلاب مشروطه از طرف مردم مشهد به مجلس شورای ملی راه یافت. در مجلس دوم نیز نماینده مردم تهران شد. پس از آن از سیاست کناره گرفت.
وی پیشنهاد مستوفی‌الممالک (نخست‌وزیر) را برای قبول وزارت فرهنگ و بهداری نپذیرفت. همچنین او کتابی تحت عنوان بصائر العیون نوشته‌است.
یحیی شمس در روز یکشنبه ۲۶ فروردین ۱۳۲۴ درگذشت.
از او ۵ پسر و ۴ دختر به جا ماند که بسیاری از آن‌ها به درجات علمی چشم‌گیر رسیدند. از میان فرزندان وی می‌توان به محمدقلی شمس (بنیان‌گذار چشم‌پزشکی نوین در ایران)، سپهبد علی شمس (خون‌شناس و رئیس بهداری ارتش)، فتحعلی شمس (چشم‌پزشک و استاد دانشگاه تهران)، قهرمان شمس (استاد شیمی دانشگاه تهران) اشاره کرد. دیگر فرزندان وی اکبر شمس، عالم تاج شمس ملک آرا، ملک تاج حامدی، پروین جهانبانی و جهان شمس نام داشتند.